# Чемпионат Германии по футболу 1912/1913
Чемпионат Германии по футболу 1912/1913 — 11-й розыгрыш Чемпионата Германии по футболу (нем. Deutsche Fußballmeisterschaft). Турнир начался 13 апреля 1913 года, а финал состоялся 11 мая 1913 года.
Победителями этого турнира стала команда «Лейпциг»
В чемпионате участвовало 7 команд: «Виктория 89» Берлин, «Лейпциг», «Дуйсбургер», «Аскания» Форст, «Штутгартер Кикерс», «Хольштайн» Киль, «Пруссия-Замланд» Кенигсберг.

## 1/4 финала
| «Виктория 89» Берлин                                       | 6:1 | «Пруссия-Замланд» Кенигсберг |
| ---------------------------------------------------------- | --- | ---------------------------- |
| Ворпицки 7′, 43′, 53′ · Нойман 30′ (авт.) · Арндт 41′, 70′ |     | Клюгер 67′                   |

| «Штутгартер Кикерс» | 1:2 | «Дуйсбургер»               |
| ------------------- | --- | -------------------------- |
| Ахорн 84′           |     | Штайнхауэр 70′ · Фишер 77′ |

| «Аскания» Форст | 0:5 | «Лейпциг»                                 |
| --------------- | --- | ----------------------------------------- |
|                 |     | Пёмпнер 31′, 52′, 72′, 85′ · Фёлькерс 79′ |

## ½ финала
| «Дуйсбургер»            | 2:1 | «Хольштайн» Киль |
| ----------------------- | --- | ---------------- |
| Бонгарц 35′ · Фишер 60′ |     | Фик 17′          |

| «Лейпциг»                    | 3:1 | «Виктория 89» Берлин |
| ---------------------------- | --- | -------------------- |
| Дольге 22′, 71′ · Рихтер 26′ |     | Рёпнак 40′ (пен.)    |

## Финал
| «Лейпциг»                                   | 3:1 | «Дуйсбургер» |
| ------------------------------------------- | --- | ------------ |
| Пeндорф 9′ · Пёмпнер 15′ · Бюшер 60′ (авт.) |     | Фишер 75′    |